# Nikutai wa Shōjiki na Eros
Singles de Melon Kinenbi
Champagne no Koi
(2004) Onegai Miwaku no Target (...)
(2006)
 Nikutai wa Shōjiki na Eros  (肉体は正直なEROS, ou Nikutai wa Shoujiki...) est le 14e single du groupe de J-pop Melon Kinenbi, sorti le 9 février 2005 au Japon sur le label zetima, écrit et produit par Tsunku. Il atteint la 21e place du classement de l'Oricon, et reste classé pendant deux semaines. Les premiers exemplaires first press du single contiennent la carte à collectionner Hello! Project Photo Card No. 0097.
La chanson-titre figurera d'abord sur la compilation de fin d'année du Hello! Project Petit Best 6, puis sur les compilations du groupe, Fruity Killer Tune de 2006 et Mega Melon de 2008. La chanson en "Face B", Hotondo ga Anata Desu, figurera quant à elle sur sa compilation de "Face B" Ura Melon de 2010. C'est le dernier single du groupe à être écrit et produit par Tsunku. Le groupe ne sortira pas d'autre disque en "major" pendant les deux années qui suivront.

## Liste des titres
1. Nikutai wa Shōjiki na Eros  (肉体は正直なEROS?)
2. Hotondo ga Anata Desu  (ほとんどがあなたです?)
3. Nikutai wa Shōjiki na Eros (instrumental) (肉体は正直なEROS...?)